# Буряковський Максим Семенович
Максим Семенович Буряко́вський (нар. 1744, Київ — пом. 1812, Київ) — український живописець.

## Біографія
Народився 1744 року в Києві (нині Україна). Навчався і працював у іконописній майстерні Києво-Печерської лаври. 
ід керівництвом Захарія Голубовського, у 1773, 1774 та 1776 роках брав участь у поновленні настінного живопису Успенського собору Києво-Печерської лаври. В кінці 1782 року — на початку 1783 року в Михайлівському Золотоверхому монастирі писав ікони та золотив різьблення. Виконав багато картин та ікон на замовлення монастирів, військових частин та приватних осіб, зокрема у 1796 році для Києво-Печерської лаври писав «підносні» ікони «Успіння». 
Помер в Києві у 1812 році. Похований на горі Щекавиці. Надмогильний напис свідчить, що «тут покоится прах знаменитого живописца».